# Hollywood Vampires (Hollywood Vampires-album)
Hollywood Vampires er debutalbummet fra den amerikanske rock supergruppe Hollywood Vampires, der blev dannet i 2015 af Alice Cooper, Johnny Depp og Joe Perry for at ære rockmusikken fra 1970'erne. Albummet blev udgivet den 11. september 2015 på Republic Records, og har gæsteoptrædener fra bl.a. Paul McCartney, Robby Krieger, Orianthi, Dave Grohl, Slash, Brian Johnson, Joe Walsh, Perry Farrell og Zak Starkey.

## Indhold
Albummet består primært af coverversioner af rocksange fra 70'erne, med undtagelse af to nye numre som er skrevet af Cooper og Depp med titlerne "My Dead Drunk Friends" og "Raise the Dead". Det inkluderer også en voice-over med titlen "The Last Vampire", der er indtalt af Christopher Lee (hvor han reciterer passager fra Dracula). Hollywood Vampires blev indspillet kort inden Lees død, og er således hans sidste optræden på et album.

## Spor
1. "The Last Vampire" – 1:35 (Johnny Depp, Bob Ezrin, Christopher Lee)
2. "Raise the Dead" – 3:31 (Johnny Depp, Alice Cooper, Bob Ezrin, Bruce Witkin, Tommy Henriksen, Rob Klonel)
3. "My Generation" – 2:47 (Pete Townshend)
4. "Whole Lotta Love" – 4:13 (John Bonham, John Paul Jones, Jimmy Page, Robert Plant)
5. "I Got a Line on You" – 2:48 (Randy California)
6. "Five to One / Break On Through (To the Other Side)" – 4:17 (Jim Morrison, Robby Krieger, Ray Manzarek, John Densmore)
7. "One / Jump into the Fire" – 5:07 (Harry Nilsson)
8. "Come and Get It" – 2:59 (Paul McCartney)
9. "Jeepster" – 2:42 (Marc Bolan)
10. "Cold Turkey" – 3:07 (John Lennon)
11. "Manic Depression" – 2:43 (Jimi Hendrix)
12. "Itchycoo Park" – 2:55 (Steve Marriott, Ronnie Lane)
13. "School's Out / Another Brick in the Wall pt. 2" – 5:14 (Alice Cooper, Michael Bruce, Glen Buxton, Dennis Dunaway, Neal Smith / Roger Waters)
14. "My Dead Drunk Friends" – 4:30 (Johnny Depp, Bruce Witkin, Tommy Henriksen, Alice Cooper, Bob Ezrin)

## Personel
Musikere
- Alice Cooper – vokal, mundharmonika, baggrundsvokal
- Justin Cortelyou – keyboard & sound design
- Johnny Depp – guitar, baggrundsvokal, keyboard & sound design
- Dennis Dunaway – bas
- Bob Ezrin – piano, keyboard og lyddesign, baggrundsvokal
- Perry Farrell – vokal, baggrundsvokal
- Dave Grohl – trommer
- Tommy Henriksen – guitar, strengeinstrumenters, keyboard, baggrundsvokal, programmering
- Brian Johnson – vokal
- Charlie Judge – farsifa
- Robby Krieger – guitar
- Abe Laboriel, Jr. – trommer, baggrundsvokal
- Sir Christopher Lee – vokal
- Sir Paul McCartney – vokal, klaver, bas
- Orianthi – guitar
- Joe Perry – guitar, baggrundsvokal
- Slash – guitar
- Neil Smith – trommer
- Glen Sobel – trommer
- Zak Starkey – trommer
- Joe Walsh – guitar
- Kip Winger – basguitar, baggrundsvokal
- Bruce Witkin – guitar, basguitar, keyboard, klaver, baggrundsvokal

## Hitlister
| Hitliste (2015)               | Højeste placering |
| ----------------------------- | ----------------- |
| Australien (ARIA)             | 34                |
| Østrig (Ö3 Austria)           | 62                |
| Belgien (Ultratop Flanderen)  | 76                |
| Belgien (Ultratop Vallonien)  | 34                |
| Holland (Album Top 100)       | 47                |
| Frankrig (SNEP)               | 54                |
| Tyskland (Media Control)      | 59                |
| Schweiz (Schweizer Hitparade) | 24                |
| Storbritannien (OCC)          | 30                |
| US Billboard 200              | 43                |